# (18418) Ujibe
(18418) Ujibe est un astéroïde de la ceinture principale.

## Description
(18418) Ujibe est un astéroïde de la ceinture principale. Il fut découvert le 15 octobre 1993 à Kitami par Kin Endate et Kazuro Watanabe. Il présente une orbite caractérisée par un demi-grand axe de 2,25 UA, une excentricité de 0,20 et une inclinaison de 9,1° par rapport à l'écliptique.

## Compléments